# Зборщик Михайло Павлович
Зборщик Михайло Павлович (22.11.1928, с. Кирилівка, нині Волноваського р-ну Донецької обл. — 09.10.2018, Донецьк) — гірничий інженер. Доктор технічних наук (1985), професор (1986).

## З біографії
Закінчив Сталінський індустріальний інститут (1953).
У 1960–61 — заступник головного інженера з науково-технічних питань шахтоуправління № 10-біс тресту «Чистяковантрацит» комбінату «Сталінвугілля».
У 1965–68 — декан гірничого факультету, 1971–99 — проректор з наукової роботи, водночас 1971–77 — завідувач кафедри гірничої геомеханіки, від 1999 — професор кафедри.

## Науковий доробок
Область наукових зацікавлень: гірнича геомеханіка, охорона й підтримання гірничих виробок глибоких шахт, запобігання самонагріванню та самозайманню гірських порід вугільних родовищ. Створив наукову школу з охорони та підтримання у зонах розвантаження гірничих виробок глибоких шахт.
Під керівництвом М. П. Зборщика захистилися 15 докторів та 19 кандидатів наук. Він є академіком Інженерної академії СРСР, автором 545 наукових праць, серед яких 24 монографії, 143 авторських свідоцтва і патенти на винаходи, 10 навчальних посібників.
Основні друковані праці:
- Геомеханика подземной разработки угольных пластов: Учеб. пособие: В 3-х т. Т. 1 / М. П. Зборщик, М. А. Ильяшов; Донец. нац. техн. ун-т. — Донецк, 2006. — 256 c. — Библиогр.: с. 247—250 — рус.
- Геомеханика подземной разработки угольных пластов: учеб. пособие: в 3 т. Т. 3 / М. П. Зборщик, М. А. Ильяшов, А. П. Стариков; Донец. нац. техн. ун-т, ГВУЗ "Донец. нац. техн. ун-т. — Донецк, 2008. — 198 c. — Библиогр.: с. 191—192 — рус.
- Рельєф залягання положистих вугільних пластів та його вплив на геомеханічні та газодинамічні прояви при розробці: Моногр. / М. П. Зборщик, В. І. Пілюгин; Донец. нац. техн. ун-т. — Донецьк, 2005. — 220 c. — Бібліогр.: с. 210—220. — укр.
- Выбор способов охраны и места расположения подготовительных выработок. К., 1970 (співавт.);
- Охрана выработок глубоких шахт в выработанном пространстве. К., 1978;
- Предотвращение газодинамических явлений в угольных шахтах. К., 1984 (співавт.);
- Предотвращение самовозгорания горных пород. К., 1990 (співавт.);
- Охрана выработок глубоких шахт в зонах разгрузки. К., 1991 (співавт.);
- Предотвращение экологически вредных проявлений в осадочных породах угольных месторождений. Д., 1996 (співавт.);
- Основы теории определения состояния добычных объектов в процессе их функционирования / М. П. Зборщик, Н. И. Чичикало; Донец. гос. техн. ун-т. — Донецк, 1998. — 115 c. — Библиогр.: 176 назв. — рус.
- Горение пород угольных месторождений и их тушение / М. П. Зборщик, В. В. Осокин. — Донецк: ДонГТУ, 2000. — 180 c. — Библиогр.: 59 назв. — рус.

Тритомний навчальний посібник «Геомеханіка підземної розробки вугільних пластів» перевиданий у Китаї.

## Нагороди
Премія РМ СРСР (1991). Держ. премія України у галузі науки і техніки (1993).
Орден «За заслуги» 3-го ступ. (1998).
Нагороджений Почесною грамотою Кабінету Міністрів України.

## Інтернет-ресурси
- Зборщик Михайло Павлович. ПРОФЕСОР КАФЕДРИ ГІРНИЧОЇ ГЕОМЕХАНІКИ ДОНЕЦЬКОГО НАЦІОНАЛЬНОГО ТЕХНІЧНОГО УНІВЕРСИТЕТУ [Архівовано 12 червня 2021 у Wayback Machine.]
- Каталог наукових і навчальних праць. НБУВ